# Labrisomus nuchipinnis
Labrisomus nuchipinnis är en fiskart som först beskrevs av Jean René Constant Quoy och Joseph Paul Gaimard 1824.  Labrisomus nuchipinnis ingår i släktet Labrisomus och familjen Labrisomidae. Inga underarter finns listade i Catalogue of Life.